# Etimologia de Paraibuna
O topônimo Paraibuna tem origem relativamente incerta; sabe-se que provém do tupi, e que teria sido dado inicialmente ao rio, porém não há uma etimologia fidedigna de seu significado no idioma português. As alternativas prováveis para Paraibuna são:
- "Grande rio de águas escuras", pois pode ser a junção das palavras tupis pará (grande rio), ý (água) e b'una (escura). Os indígenas chamavam de « pará ý b'una » os rios que tinham, com alguns quilômetros da nascente, margens largas, fortes corredeiras, uma profundeza considerável e águas que impossibilitassem a visão do fundo, águas lamacentas por exemplo.

Ou
- "Grande rio ruim à navegação e escuro",[1][2] pois Paraibuna pode ser, também, a modificação de Paraiwuna, junção de pará (grande rio), iwa (inavegável) e una (escuro). « Pará'iwa b'una » são os rios com as mesmas características de pará ý b'una, porém estes havia muitas pedras e corredeiras que os tornaram inavegáveis.

Oficialmente existem dois rios denominados Paraibuna, ambos localizados na Região Sudeste do Brasil e afluentes do rio Paraíba do Sul, são eles: rio Paraibuna, alto Paraíba, nascente localizada em Cunha (São Paulo); e rio Paraibuna, médio Paraíba, nascente localizada em Antônio Carlos (Minas Gerais).
A partir de então, algumas localidades, muitas as margens desses rios, passaram a ser denominadas Paraibuna; é o caso do município paulista de Paraibuna.